# Amoutivé
Amoutivé est l'un des 69 quartiers de Lomé, la capitale du Togo.

## Situation
Le quartier se trouve au nord-est du centre-ville dans le 3e arrondissement de Lomé. Il s'étend du boulevad du 13 janvier à la lagune.
| Tokoin-Élavagnon | N'tifafakomé | Bè-Apéhémé        |
| Doulassamé       | Amoutivé     | Bassadji Lom-Nava |
| Adoboukomé       | Abobokomé    |                   |

## Cultes
Il existe une église et une paroisse Saint-Augustin d'Amoutivé.